# Diostrombus hargreavesi
Diostrombus hargreavesi är en insektsart som först beskrevs av Frederick Arthur Godfrey Muir 1926.  Diostrombus hargreavesi ingår i släktet Diostrombus och familjen Derbidae. Inga underarter finns listade i Catalogue of Life.